# Conrad Mauter
Conrad Mauter, dit Motaire (né en Allemagne en 1742, mort le 14 mai 1810) à Paris est un maître ébéniste fournisseur du comte d’Artois.

## Biographie
Né en 1742 en Allemagne, il émigre à Paris vers les années 1765.
Le 16 avril 1787, il se marie à Charlotte Félicité Foureau, fille de Louis Foureau reçu maître ébéniste en 1755 travaillant au Faubourg Saint-Denis et qui s’était fait une bonne réputation pour ses meubles laqués.
Ils eurent cinq fils :
- Nicolas (1788 – 1853), ébéniste ;
- Louis (1789 – 1856), ébéniste ;
- Conrad-Eléonor (1792 - après 1856), militaire, porté disparu lors de l'expédition d’Espagne d'avril 1823 (en fait prisonnier et réapparu après plusieurs années de captivité[4]) ;
- Gabriel (1794 - ?), gainier ;
- Charles-Nicolas (1796 – 1860), ébéniste (marié à Marguerite Louise François le 3 octobre 1825 à Paris).

Ils vécurent rue du faubourg Saint-Antoine, successivement au 327 (en 1799), puis au 273 (en 1803), et enfin dans sa propriété au 20 (à partir de 1806) jusqu’à sa mort.
Il meurt le 14 mai 1810 à Paris, sa femme lui survivant jusqu'en 1821.

## Son œuvre
Il débute comme « ouvrier libre » de la rue du Faubourg Saint-Antoine dès 1768 et obtient la maîtrise le 10 septembre 1777. Ses affaires prospèrent rapidement.
Dès 1782, il devient fournisseur ordinaire du Comte d'Artois, frère du Roi et futur Charles X. Ainsi, jusqu’à la Révolution française, il livrera ses meubles au palais du Temple, au château de Bagatelle, à celui de Saint-Germain-en-Laye, au château de Maisons et même des commodes au château de Saint-Cloud en 1791. Il fut l’un des plus prolifiques producteurs de meubles de cette fin de siècle. Malgré cela, beaucoup de ses œuvres, dans ces châteaux, furent détruites ou disparurent durant la Révolution française.
Sous le Directoire, puis le Consulat, Mauter poursuit ses fabrications, notamment de tables de toutes espèces (à écrire, à manger, à jouer… dont certaines à mécanisme). Il subit sans trop de dommages les nombreuses faillites de sa corporation. Il fut créancier des faillites de l’ébéniste Trintzius (1803), des tapissiers Brunet (1804) et Quedeville (1807).
Durant toute cette période, il continua à réaliser, à côté des meubles de style Directoire ou Consulat, des meubles de style Louis XVI comme l’atteste sa succession réalisée par Palmer et Eyring en 1810.
À sa mort, ses affaires étaient toujours aussi prospères : il employait huit ouvriers ébénistes et son stock (bois de placage, d’acajou, d’amarante et de bois jaune) était très important (estimé à plus de 22 000 Francs).
À son décès, son entreprise sera rachetée par Nicolas-Louis Sandrin.

## Son art
Mauter a laissé un grand nombre de meubles Louis XVI presque tous en acajou et de lignes classiques. Sa production se divise en deux parties : des meubles de service très sobres avec peu de bronzes, et des meubles de luxe plus élaborés aux moulures rigoureuses renforcées de baguettes d'encadrement en cuivre, colonnes et pilastres cannelés, etc.
Plus spécialisé dans les tables de salon, de guéridons, tables de jeu. il a laissé aussi des commodes, des secrétaires, des petits bureaux plats ou à cylindre, des bonheurs-du-jour et des bibliothèques, et beaucoup plus rarement des meubles en placage de bois de rose ou de citronnier ou voire de marqueteries à motifs géométriques.

## Son estampille
Il signe ses meubles de son estampille « C.MAUTER ».
On la trouve parfois associée à celle de :
- Adam Weisweiler[12]
- Charles Topino et Claude-Charles Saunier (1735-1807) conjointement sur deux bonheurs-du-jour[13].
- Antoine Gosselin[14]

## Ses clients
- Le comte d’Artois futur roi de France.
- Le peintre Jacques-Louis David : une table de peintre à plateau à abattant découvrant des casiers, estampillée de Conrad Mauter[15].
- Le tapissier Leclerc travailla pour Conrad Mauter[16].

## Ses œuvres dans les musées et collections privées

### Musées
- Château de Vendeuvre (Calvados)

Dans le grand salon : Table de trictrac en bois d’acajou et d’ébène, ivoire, bronze, cuir et feutrine par Conrad Mauter du dernier quart du XVIIIe siècle
- Hillwood Estate (Washington DC) : À l’étage dans la chambre de Mme Post, bureau à rideau en acajou et bronze doré Louis XVI estampillé Conrad Mauter (ca. 1780).

### Collections privées
- Collection S.H. Rhein
- Collection Jean Chélo
- Collection E. Levy
- Collection Doumerc-Rémy
- Collection Villa Silvio Pellico Moncalieri